# Ernersdorf
Das Kirchdorf Ernersdorf ist ein Gemeindeteil der Stadt Berching im Landkreis Neumarkt in der Oberpfalz.

## Geschichte
Am 1. Juli 1972 wurde die Gemeinde Ernersdorf mit Breitenfurt, Rappersdorf und Wegscheid nach Berching eingemeindet.

## St. Aegidius
St. Aegidius ist eine romanische Saalkirche mit Chorturm. Im 18. Jahrhundert fand ein Umbau statt. Sie ist ein Filialkirche der Pfarrei Berching im Dekanat Neumarkt in der Oberpfalz.
In der Nähe der Kirche ist ein Bodendenkmal mit Spuren aus dem Mittelalter und der frühen Neuzeit.